# Radłów (gmina w województwie małopolskim)
Radłów – gmina miejsko-wiejska w województwie małopolskim, w powiecie tarnowskim. W latach 1975–1998 gmina położona była w województwie tarnowskim.
Siedziba gminy to Radłów.
Według danych z 31 grudnia 2023 roku gminę zamieszkiwało 9336 osób.

## Struktura powierzchni
Według danych z roku 2002 gmina Radłów ma obszar 86,02 km², w tym:
- użytki rolne: 71%
- użytki leśne: 16%

Gmina stanowi 6,08% powierzchni powiatu.

## Demografia
- 1995 – 9 653
- 1996 – 9 723
- 1997 – 9 754
- 1998 – 9 755
- 1999 – 9 525
- 2000 – 9 583
- 2001 – 9 629
- 2002 – 9 689
- 2003 – 9 730
- 2004 – 9 707
- 2005 – 9 743
- 2006 – 9 699
- 2007 – 9 680
- 2008 – 9 670
- 2009 – 9 727
- 2010 – 9 728
- 2011 – 9 780
- 2012 – 9 738
- 2013 – 9 804
- 2014 – 9 775
- 2015 – 9 800
- 2016 – 9 765
- 2017 – 9 769
- 2018 – 9 750
- 2019 – 9 666
- 2020 – 9 604
- 2021 – 9 562
- 2022 – 9 409  [6]

Statystyka mieszkańców według miejscowości:
- Biskupice Radłowskie - 1011
- Brzeźnica - 179
- Glów - 202
- Łęka Siedlecka - 234
- Marcinkowice - 262
- Niwka - 942
- Przybysławice - 489
- Radłów - 2666
- Sanoka - 226
- Siedlec - 316
- Wał-Ruda - 626
- Wola Radłowska - 1008
- Zabawa - 861
- Zdrochec - 376[7]

Liczba ludności (dane z 31 grudnia 2013):
|        | Ogółem | Ogółem | Kobiety | Kobiety | Mężczyźni | Mężczyźni |
| osób   | %      | osób   | %       | osób    | %         |           |
| ------ | ------ | ------ | ------- | ------- | --------- | --------- |
| Ogółem | 9804   | 100    | 4964    | 50,63   | 4840      | 49,37     |
| Miasto | 2773   | 28,28  | 1443    | 14,72   | 1330      | 13,57     |
| Wieś   | 7031   | 71,72  | 3521    | 35,91   | 3510      | 35,80     |

▶Wieś vs ▶miasto
Ogółem (▶k, ▶m)
Miasto (▶k, ▶m)
Wieś (▶k, ▶m)
Stan i struktura ludności oraz ruch naturalny w przekroju terytorialnym w 2013 r. Stan w dniu 31 XII

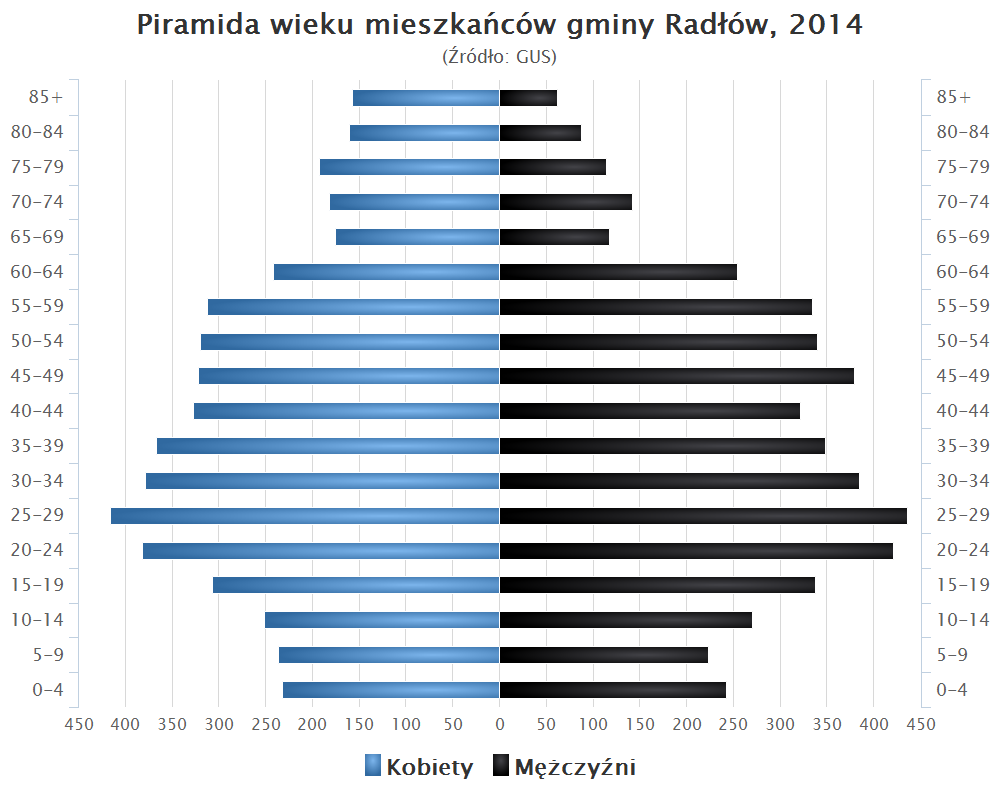
Piramida wieku mieszkańców gminy Radłów w 2014 roku

## Sołectwa
Biskupice Radłowskie, Brzeźnica, Glów, Łęka Siedlecka, Marcinkowice, Niwka, Przybysławice, Radłów, Sanoka, Siedlec, Wał-Ruda, Wola Radłowska, Zabawa, Zdrochec.

## Sąsiednie gminy
Borzęcin, Szczurowa, Wierzchosławice, Wietrzychowice, Żabno